# Il giovane apprendista
Il giovane apprendista è un dipinto a olio su tela (100 x65 cm) realizzato tra il 1918 e il 1919 dal pittore italiano Amedeo Modigliani.
È conservato presso il Museo dell'Orangerie di Parigi.